# 锦绣埃列螺
锦绣埃列螺（学名：Iravadia ornata）是玉黍螺目河口螺科河口螺属的一种，亦是這個屬的模式種。

## 分佈
本物種見於香港。栖息在潮间带。